# Carrefour
A Carrefour nemzetközi áruházlánc, amit Franciaországban alapítottak. Az amerikai Wal-Mart után ez a világ második legnagyobb ilyen cége.[forrás?]
- 1060 hipermarkettel (Carrefour)

- 2425 szupermarkettel (Carrefour Express, GB, Champion, Globi, Norte, GS)

- 5789 diszkontáruházzal (Dia, Ed, Mini Preço)

- 4671 kisbolttal (Shopi, 8 a Huit, Marchè Plus, Proxi, Contact, Diperdi, Smile Market)

- 154 Cash & Carry áruházzal (Promo Cash, Docks Market, Gross)

rendelkeznek világszerte.

## Története
- 1959-ben a Defforey család és a Marcel Fournier létrehozta a Carrefourt
- Az első Carrefourt 1960. június 3-án nyitották meg a franciaországi Annecy külvárosában egy útkereszteződés mellett (a carrefour szó jelentése útkereszteződés).
- Marcel Fournier és Denis Defforey dolgozta ki tulajdonképpen a hipermarketet, mint új kereskedelmi egységet. Az első ilyen "áruház" 1962-ben nyílt meg Sainte-Geneviève-des-Bois-ban, Párizs környékén. Az áruház alapterülete 2500m² volt és 400 férőhelyes parkoló tartozott hozzá. Itt food és non-food termékeket is árultak.
- 1969-ben nyílt meg az első hipermarket Belgiumban, ezzel megindult egy világméretű kereskedelmi lánc terjeszkedése.
- 1970. június 16-án jegyezték először a párizsi tőzsdén.
- 1976 áprilisában vezette be a cég az ún. sajátmárkás termékeket, amivel érdekes módon viták kereszttüzébe került.
- 1991-ben a Carrefour megvásárolta a Euromarchè 77 hipermarketét és a Montlaur láncot.
- 1999-ben fúzióra lépett legnagyobb konkurensével, a szintén nemzetközi francia Promodès csoporttal, így Európa első számú, a világ második legnagyobb áruházláncává váltak.

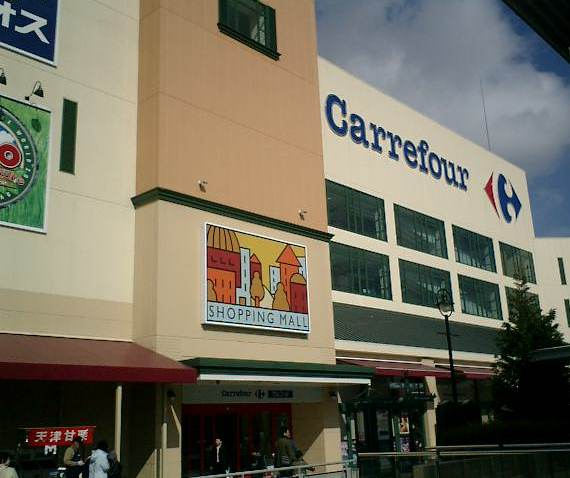
Carrefour Japánban

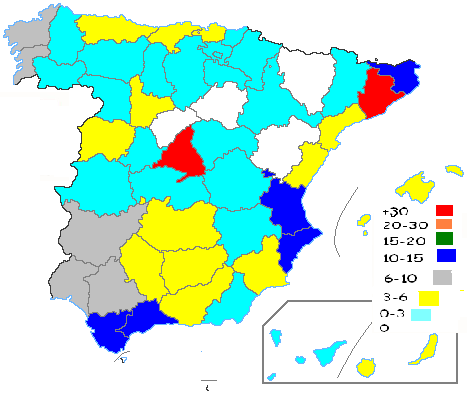
Carrefour Spanyolországban

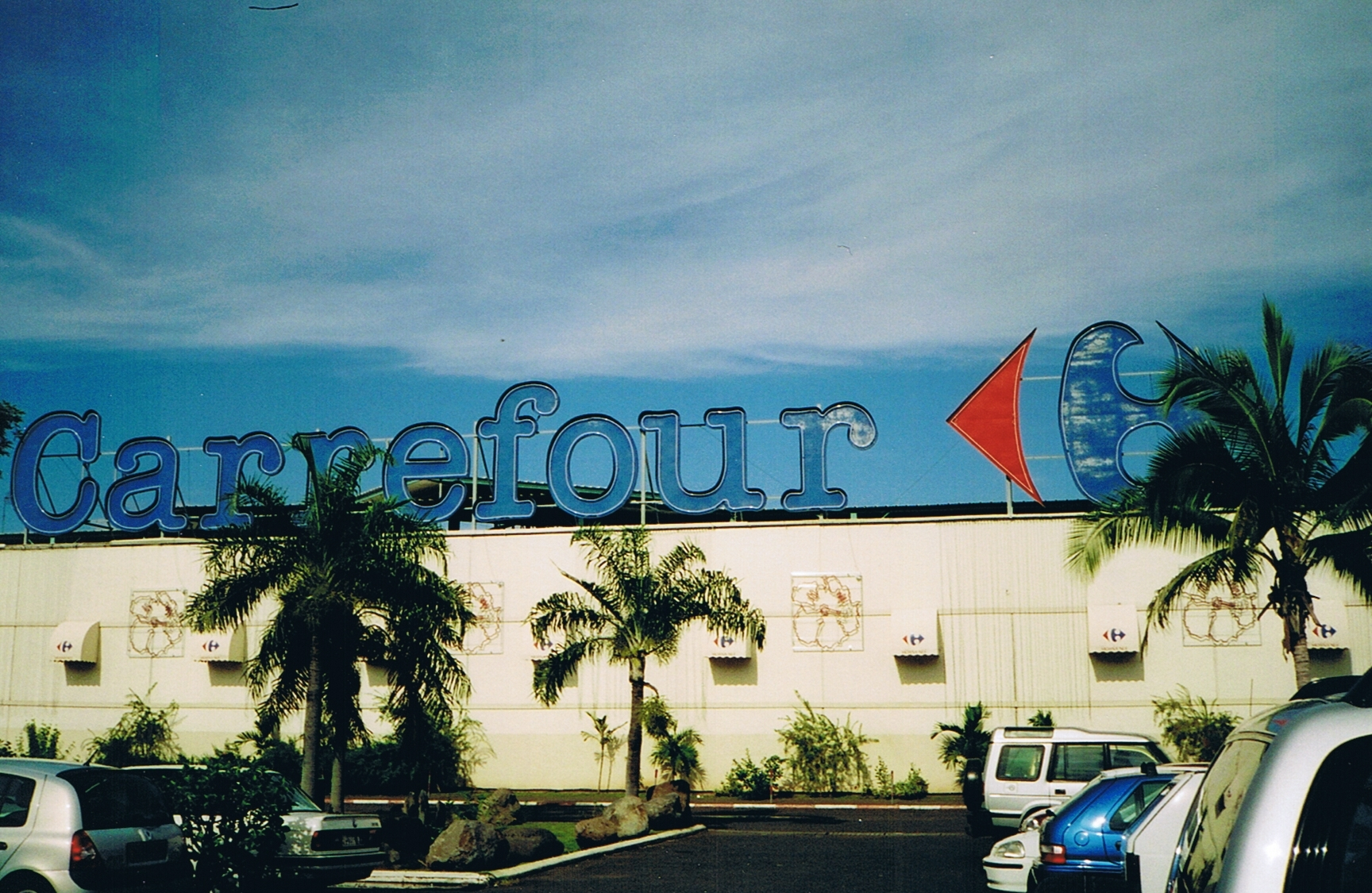
Carrefour Francia Polinéziában, Faa'a-ban

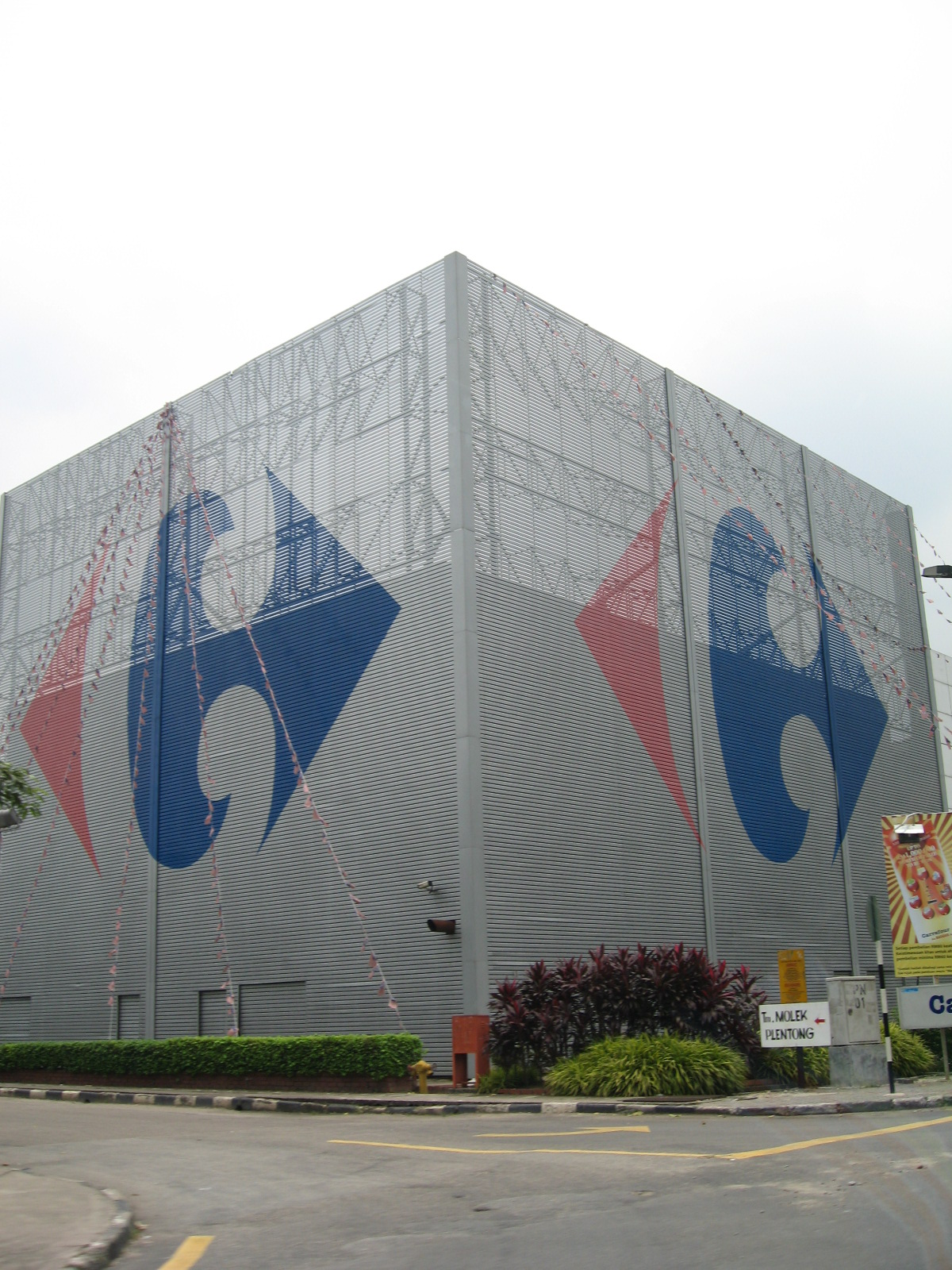
Carrefour Malajziában, Johor Bahruban

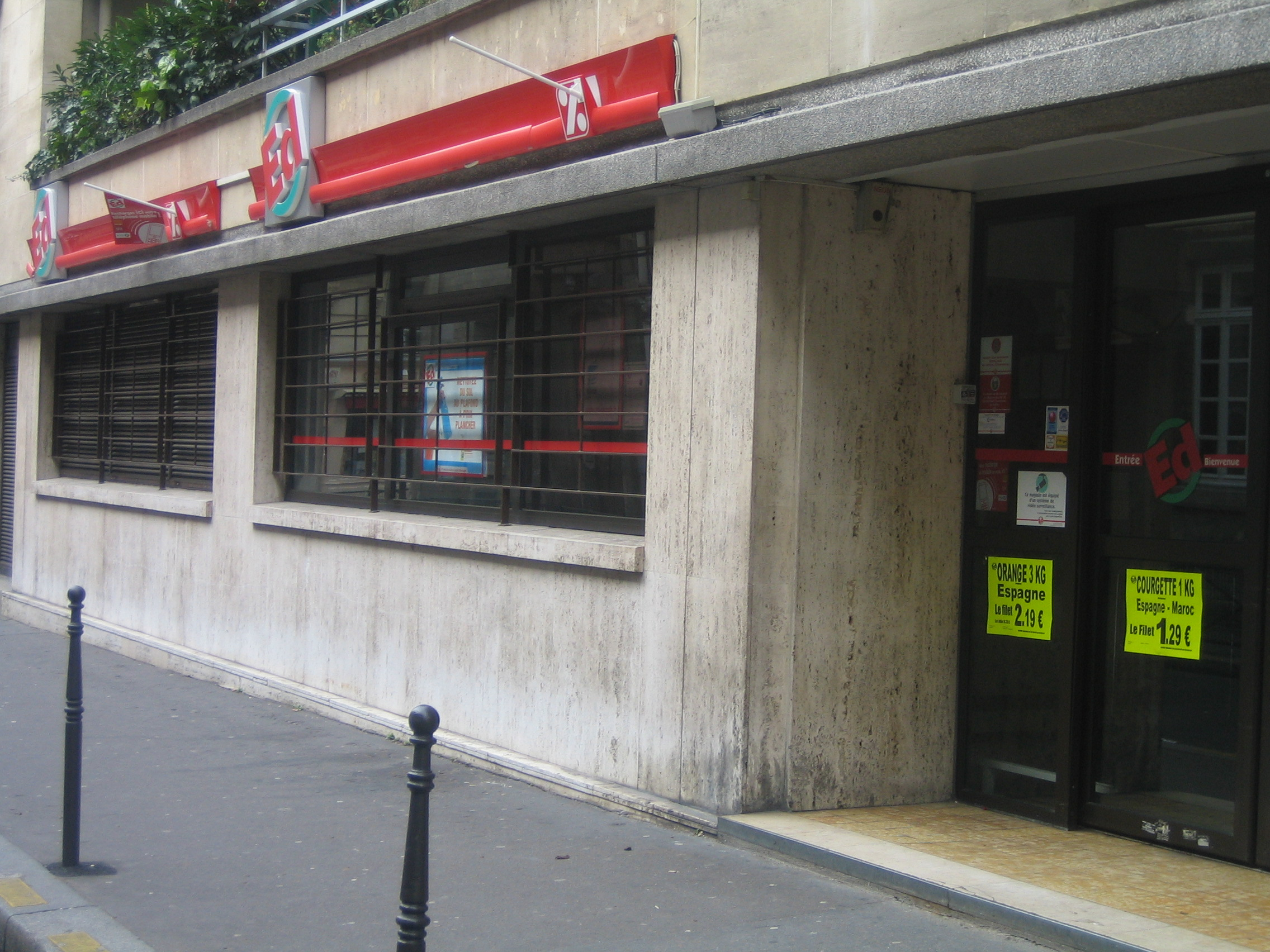
A Carrefour tulajdonában lévő diszkontáruház, az Ed egy párizsi áruháza

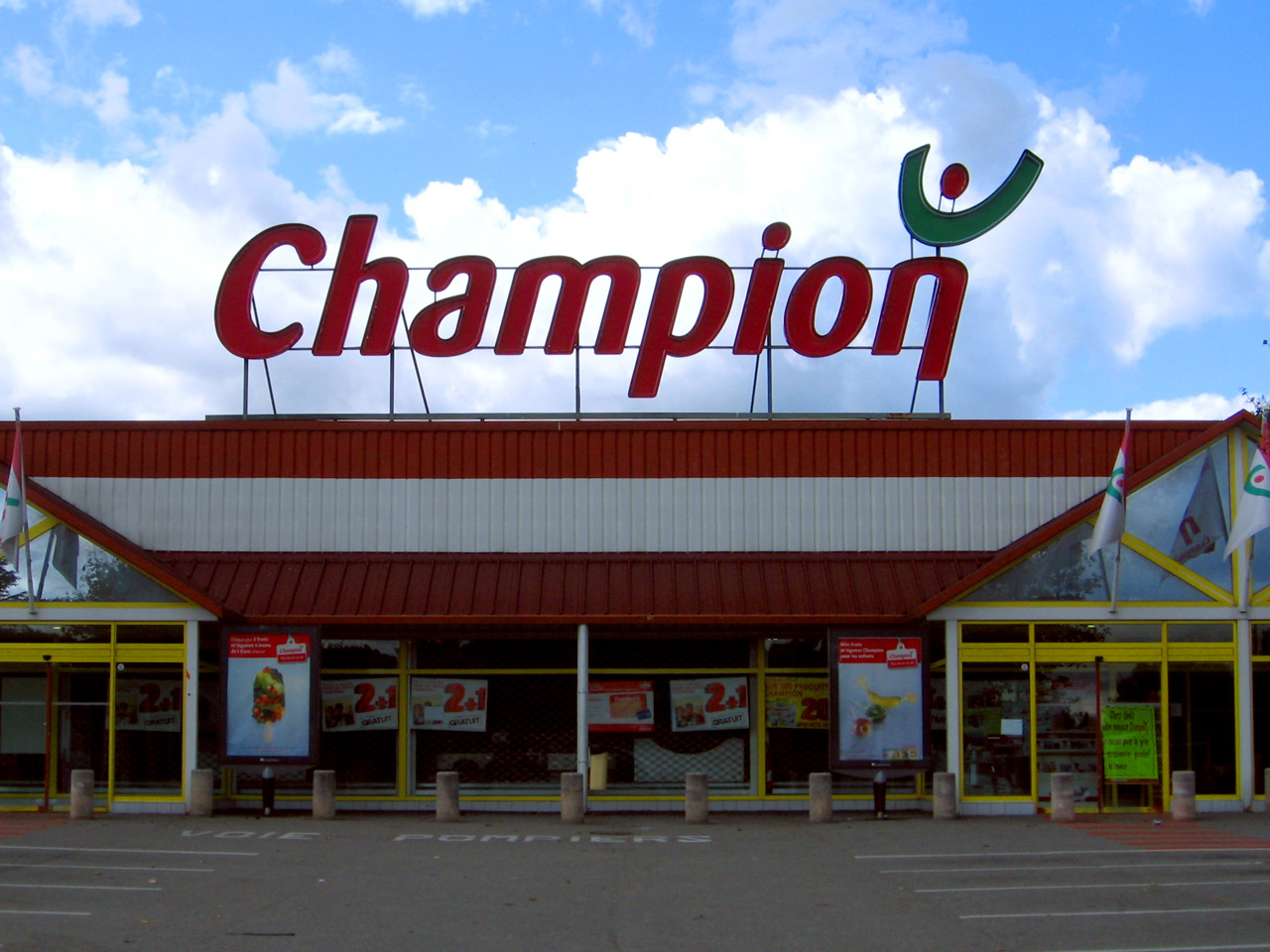
A Carrefour egyik szupermarketlánca, a Champion

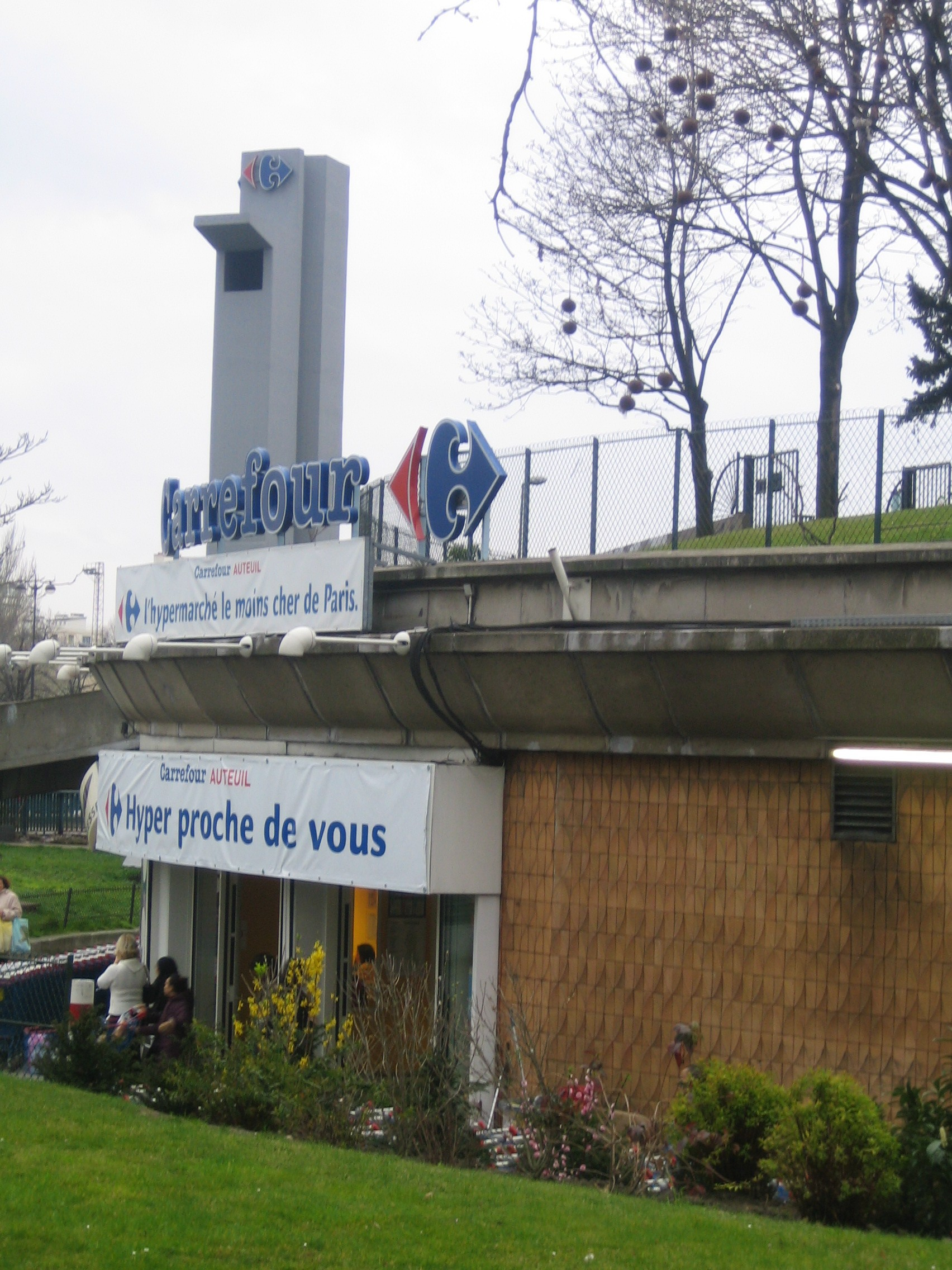
Carrefour Párizsban

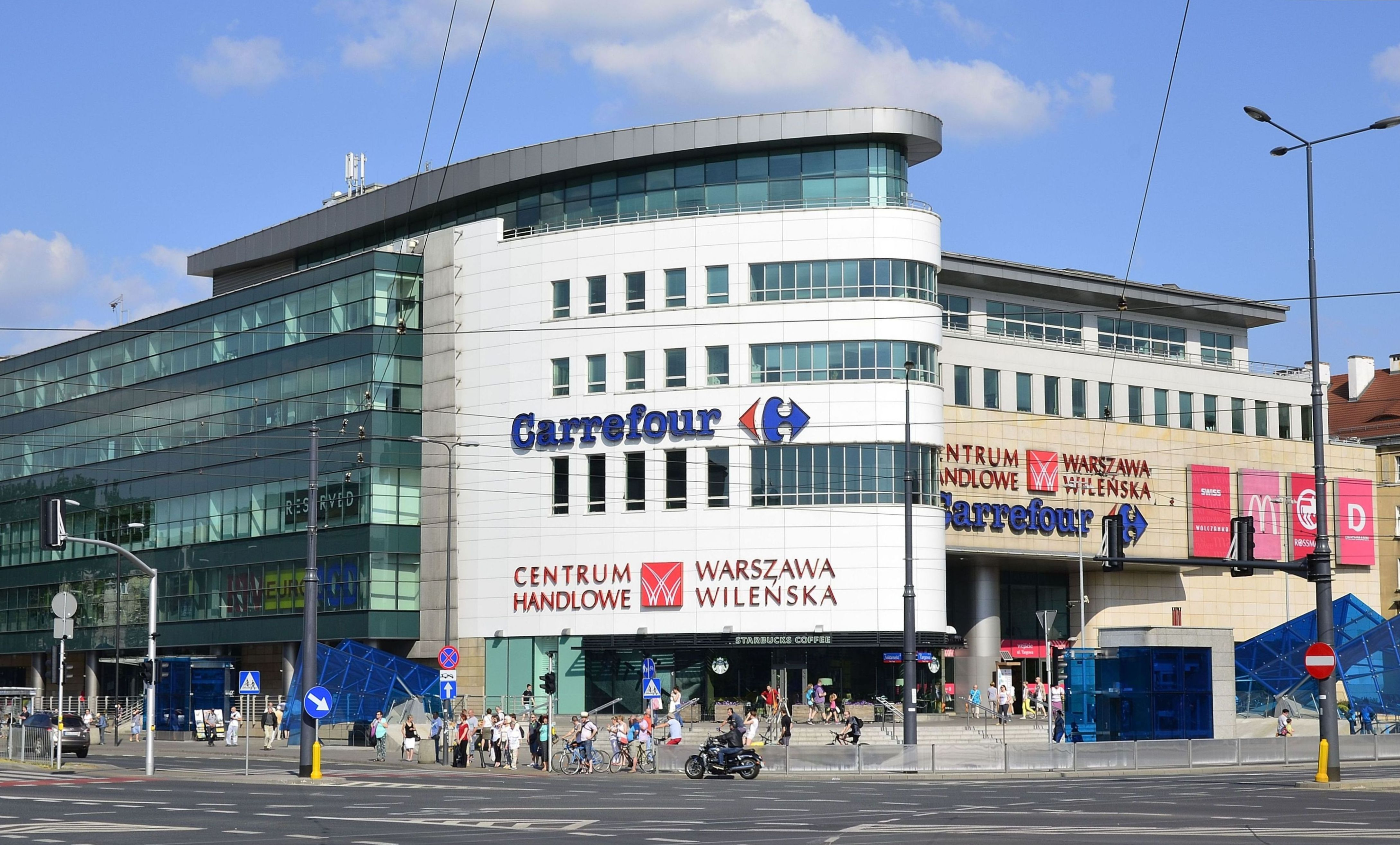
Carrefour Lengyelországban, Varsóban

## Carrefour a világban

### Európa
A Carrefour piacvezető
- Franciaország:

Saját országában piacvezető, több, mint 4500 kereskedelmi egységgel:
218 hipermarket, 130 szupermarket, 848 diszkontáruház, 3195 kisbolt, 134 Cash & Carry áruházzal.
- Belgium:

1969-ben a Carrefour első hipermarketjét, mely az első áruház volt Franciaországon kívül.
Miután 2000-ben a Carrefour felvásárolta a GB láncot, megszerezte annak hipermarket és szupermarket láncait. Jelenleg 56 hipermarket és 281 szupermarket szolgálja a belga vásárlókat.
- Spanyolország:

A külföldi terjeszkedés második állomása Spanyolország volt: 1973-ban nyitották meg első hipermarketüket Pyrca néven, jelenleg 154 hipermarkettel és 82 szupermarkettel rendelkeznek. A Carrefour Spanyolországba 1973-ban tört be a Pryca néven. 2000. szeptember 4-én a Continente és Pryca betörése megformázta egy részét a Carrefour csoporttal egybeolvadva. Ezeknek a vállalatoknak a hipermarketjeit átnevezték Carrefourra, és a szupermarketeket Championná nevezték és 2005-ben, Maxi Dia és a Carrefour Express elvesztették a Champion megnevezést.
- Portugália

1992-ben nyitottak, miután a Carrefour megvásárolta az Euromarchè csoportot, megszerezve annak egyetlen portugál hipermarketét. Jelenleg 11 hipermarketük van.
- Olaszország

1993-ban kezdtek, ma 58 hipermarkettel, 470 szupermarkettel és 20 Cash & Carry áruházzal rendelkeznek.
- Lengyelország:

1997
- Svájc

- Görögország:

1991-ben nyitották első áruházukat. 20 hipermarkettel és 155 szupermarkettel piacvezetők.
- Ciprus: 2005-ben nyitottak, országban mindössze 9 üzlettel (5 hipermarket és 4 szupermarket) rendelkeznek.

- Törökország:

1993
- Románia

A Carrefour jelen van Romániában 22 hipermarkettel és 23 szupermarkettel, utóbbi áruházait az Artima romániai üzletlánc felvásárlásával szerezte meg. Áruházaival az egyik piacvezető szereplője a romániai piacnak.

### Közép- és Dél-Amerika
- Kolumbia:

1998
- Brazília:

1975
- Argentína:

1982
- Dominikai Köztársaság:

2000-ben nyitották meg első és mindmáig egyetlen hipermarketüket a szigetországban.

### Ázsia
- Kína

- Tajvan:

1989
- Malajzia:

1994
- Thaiföld:

1995
- Indonézia:

1998
- Szingapúr:

1997
- Katar

- Egyesült Arab Emírségek

- Szaúd-Arábia

- Kuvait:

2007-ben nyitották első áruházukat, ami mindmáig az egyetlen.
- Jordánia:

2007-ben nyitották első áruházukat, ami mindmáig az egyetlen.
- India:

2007

### Afrika
- Algéria

- Tunézia

- Egyiptom

## Országok, ahol a Carrefour meg akar telepedni
- Bulgária:

Várhatóan a Carrefour 2028-ban lép a bolgár piacra.
- Oroszország:

A nagyon dinamikusan fejlődő orosz kiskereskedelmi piacra szeretne a Carrefour betörni azzal, hogy új üzleteket nyit, vagy megveszi a piacvezető X5 csoportot. (Ebben érdekelt lehet még a Wal-Mart és a Tesco is)

## Országok, ahonnan a Carrefour kivonult
- Ausztria:

1976-ban a Carrefour üzletet nyitott a Shopping City Südben, Bécs déli szélén. A korlátozott siker miatt az üzlet 1990-ben bezárt.
- Mexikó:

A mexikói piacra 1994-ben betörő Carrefour 2005-ben eladta 29 hipermarketét a Chedraui-nak.
- Chile:

A chilei piacra 1998-ban betörő Carrefour 2003-ban eladta 7 hipermarketét a D&S-nek
- Csehország:

1998 novemberében nyílt meg az első Carrefour Plzeňben.
2005 végén eladta 11 hipermarketét a Tescónak.
- Japán:

2000-ben lépett a japán piacra, majd 8 áruházát 2005-ben adta el Japán legnagyobb kiskereskedelmi cégének az AEON csoportnak. Az áruházak továbbra is a Carrefour nevet "viselik".
- Dél-Korea

1995-2006
- Amerikai Egyesült Államok:

Az USA-ban 1988-ban nyitottak és mindössze két áruháza volt: egy Philadelphiában és Berlin Townshipben, New Jersey-ben. 1993-ban bezárták őket.
- Egyesült Királyság:

A külföldi terjeszkedés harmadik állomása volt az Egyesült Királyság volt. Az első hipermarket Caerphillyben, Walesben nyílt meg, majd 8 áruházat nyitottak, az ország különböző pontjain. Ezeket a hipermarketek 1989-ben eladták a Somerfieldnek. 1991-ben azonban továbbadta a hipermarketeket az ASDA-nak (a Wal-Mart angol láncának).
- Hongkong:

1995-ben nyitották első hipermarketüket a városállamban, összesen két áruházuk volt: Tsuen Wanban és Heng Fa Chuenben.
- Szlovákia:

A Carrefour 2000-ben nyitotta első hipermarketét Pozsonyban (Carrefour Plus) és még ebben az évben nyitottak még egyet (Carrefour Danubia). Ezután indult a "vidéki" terjeszkedés:
2001-ben nyitottak Zsolnán és Kassán.
2005-ben eladták ezt a négy hipermarketet a Tescónak, de a Szlovák Versenyhivatal nem hagyta jóvá az üzletet (Ha a Carrefour kivonul, a Tesco monopolhelyzetbe kerül). Az ügyet végül az zárta le, hogy egy befektetői csoport vásárolja fel az áruházakat 2007-ben.

## Carrefour Magyarországon
Bár sokáig híresztelték, hogy a francia óriás be akar törni a magyar piacra, nem nyitott hipermarketet Magyarországon. Az oka valószínűleg az lehetett, hogy az 1997-ben betelepült Corában ekkor még több mint 40%-os tulajdonjoga volt.
Önálló terjeszkedés beindítását is tervezték: először a Duna Pláza mellett, majd a Aréna Plázában nyitott volna áruházat és megkezdte volna egy országos lánc kialakítását. A magyar piac időközben azonban gyorsan telítődött, így esélytelennek mutatkozott, hogy új hipermarketláncként kezdje meg a terjeszkedést. Ekkor röppentek fel olyan hírek, hogy a Cora már meglévő 7 áruházát fogja felvásárolni (ezt tervezte a Wal-Mart is).

Végül sem a francia, sem az USA-beli versenytársa nem kezdett magyarországi expanzióba, és várhatóan nem lép egyik sem a magyar piacra. 